# 蓮沼村
蓮沼村（はすぬまむら）は千葉県山武郡にあった村。旧武射郡。山武郡で最後まで残った村であった。
2006年（平成18年）3月27日、近辺の成東町・山武町・松尾町と合併し、山武市となったため消滅した。

## 地理
千葉県の太平洋側、九十九里平野の中にあって九十九里浜の真ん中に位置し、九十九里矢ヶ指浦の名前の由来の箭挿神社がある。古代においては、当村の区域は大部分が海であった。鎌倉時代に立村され海岸線の後退により広がったものであり、起伏は全くないといっても良い。

### 隣接する自治体
- 山武郡：成東町、松尾町、横芝町

## 歴史
千葉県の自治体の中でも特に面積が小さいが、鎌倉時代初期上総広常が粛清された際、海岸伝いに当地に逃れた広常の孫の光宗主従によって興された村であり、町村制施行に伴いに当村の開墾地である平野新田を併合したものの、立村以来その他の市町村とは合併しなかったためである。

### 沿革
- 1889年（明治22年）4月1日 - 町村制施行に伴い蓮沼村が平野新田を併合して行政村武射郡蓮沼村が成立。
- 1897年（明治30年）4月1日 - 武射郡が山辺郡と合併して山武郡となる。
- 2006年（平成18年）3月27日 - 成東町，山武町，松尾町と合併して山武市となる[1]。

## 行政
- 村長

## 経済
- 農業 - 水田稲作が盛んである。
- 漁業 - 高度成長期以前は漁業も盛んで、栗山川河口の屋形漁港を利用していたが繁栄期に比べ衰退傾向にある。
- 醸造業 - 醤油や酒の醸造を営む老舗があったが衰退した。
- 観光業 - 九十九里ライフセービングクラブが本拠地を置く殿下海水浴場や中下海水浴場、南浜海水浴場に加え蓮沼海浜公園も開園した。

## 地域

### 教育

#### 小学校
- 1校 - 蓮沼小学校

#### 中学校
- 1校 - 蓮沼中学校

## 交通
村内に鉄道は通っていない。公共機関を利用する際には、総武本線 成東駅から路線バス（ちばフラワーバス）、横芝駅から路線バス（千葉交通）かタクシーを利用する、あるいは成田空港第2旅客ターミナルから空港シャトルバス利用でも可。

### 道路
- 千葉県道30号飯岡一宮線（九十九里ビーチライン）
- 千葉県道58号松尾蓮沼線（芝山はにわ道）：道の駅オライはすぬま
- 千葉県道122号飯岡片貝線

## 名所・旧跡・観光スポット・祭事・催事
- 極楽寺 （町村制施行時村役場が置かれた）
- 蓮沼海浜公園（プールや宿泊施設、テニス場、公園施設などを伴った県営の公園）[4]

## 出身有名人
- 鈴木孝政（元プロ野球選手）